# Hemisferi oriental

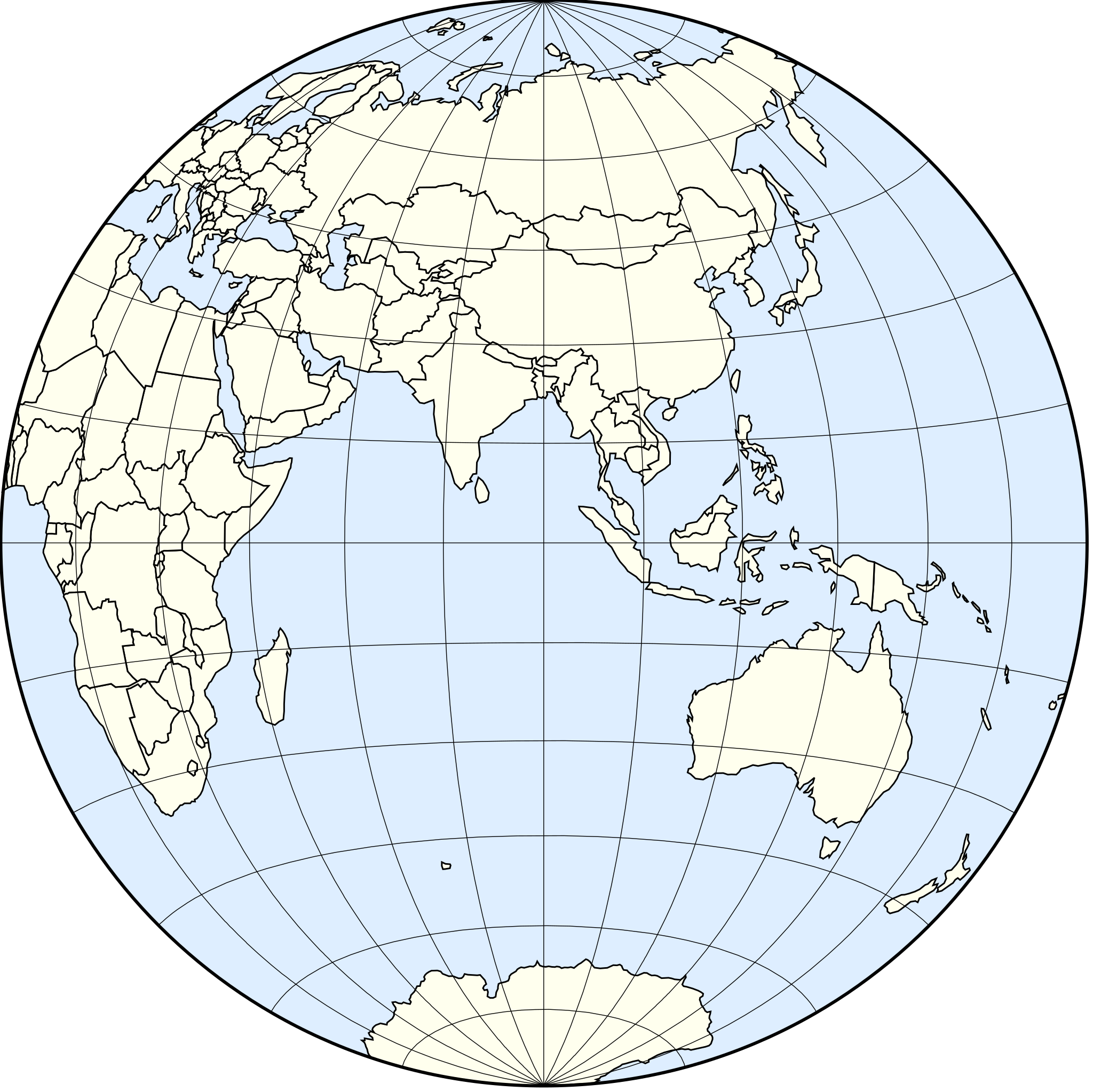
Hemisferi oriental

L'hemisferi oriental és un terme geogràfic que designa la meitat de la Terra que es troba a l'est del meridià de Greenwich (el qual creua Greenwich, Anglaterra, Regne Unit) i a l'oest del meridià de la línia internacional de canvi de data (meridià 180). S'usa habitualment per referir-se a Europa, Àsia, Àfrica, i Austràlia, en contraposició a l'hemisferi occidental que inclou Amèrica. En certs contexts culturals i geopolítics pot considerar-se un sinònim de 'Vell Món.
La línia que separa els hemisferis oriental i occidental és una convenció arbitrària, a diferència de l'equador (una línia imaginària que envolta la Terra i que és equidistant dels pols) que divideix la terra en els hemisferis nord i sud. El meridià primari es troba a la longitud 0° i l'antimeridià a 180°, tot dos són convencions establertes el 1884 en la conferència internacional del meridià que tingué lloc a Washington, D.C. on s'adoptaren els conceptes de temps estàndard de l'enginyer de ferrocarril canandenc Sandford Fleming. En usar aquest demarcació, se situen parts de l'Europa Occidental, Àfrica i Rússia oriental en l'hemisferi occidental i, per tant, diluint la seva utilitat en geografia, així com en la construcció geopolítica, ja que tota Euràsia i Àfrica s'inclouen normalment en l'hemisferi oriental. Així doncs, sovint s'usen els meridians 20° oest i el diametralment oposat 160º, els quals inclouen totes les terres d'Europa i Àfrica, encara que també una petita porció del nord-est de Groenlàndia (normalment reconeguda com a part d'Amèrica del Nord) i exclou la major part de la Rússia oriental i Oceania (ex, Nova Zelanda). Abans de l'adopció generalitzada del temps estàndard, s'havien decretat diversos meridians primaris per diferents països on el temps es definia pel migdia local (per tant, meridià local).
La massa de terra de l'hemisferi occidental és més gran que la de l'hemisferi oriental i té una major varitat d'hàbitats, no obstant, quant a població, l'hemisferi oriental està més densament poblat que no l'occidental.